# Brucella
Brucella är ett släkte aeroba, gram-negativa, stavformade bakterier. De är vanligast bland djur och varje djurart infekteras av en specialiserad Brucella-art. Till exempel så infekterar Brucella suis grisar. Människor kan också smittas eftersom brucellos är en zoonos.

## Patogenes och morfologi
Brucella saknar kapsel och är kan inte överleva utanför värddjurets celler.

## Brucella-arter med medicinsk betydelse
Brucella abortus infekterar i första hand nötkreatur. Brucella melitensis infekterar i första hand får och getter och är den vanligaste arten vid smitta hos människa.Brucella suis infekterar i första hand grisar. Brucella canis infekterar i första hand hundar. 

## Smitta och spridning
Reservoaren för Brucella är djur, därför smittas de flesta människor via direkt kontakt med djur eller via opastöriserade mjölkprodukter. Det krävs bara ett fåtal bakterier för att smittas (10-100) och bakterien kan spridas både via matintag, inandning eller stänk via aerosol, eller via direkt hudkontakt med infekterat material. Brucella är därför ett smittämne i riskklass 3 enligt Arbetsmiljöverkets författningssamling. Bakterien finns även med på olika internationella myndigheters listor över biologiska agens med hög risk mot djur och människors hälsa, t ex vid biologisk krigföring.